# Gymnosporia mossambicensis
Gymnosporia mossambicensis là một loài thực vật có hoa trong họ Dây gối. Loài này được (Klotzsch) Loes. mô tả khoa học đầu tiên năm 1893.